# Francis Dickoh
Francis Dickoh (Copenhague, Dinamarca, 13 de diciembre de 1982), futbolista ghanés, de origen danés. Juega de defensa y su último equipo fue el Círculo de Brujas de la Primera División de Bélgica. Actualmente está desvinculado.

## Selección nacional
Ha sido internacional con la Selección de fútbol de Ghana, ha jugado 13 partidos internacionales.

### Participaciones Internacionales
| Torneo                            | Sede   | Resultado    |
| --------------------------------- | ------ | ------------ |
| Copa Africana de Naciones de 2006 | Egipto | Primera fase |

## Clubes
| Club              | País         | Año       |
| ----------------- | ------------ | --------- |
| FC Nordsjælland   | Dinamarca    | 2003-2006 |
| FC Utrecht        | Países Bajos | 2006-2010 |
| Hibernian FC      | Escocia      | 2010-2011 |
| Aris FC           | Grecia       | 2011-2012 |
| Círculo de Brujas | Bélgica      | 2013      |